# 甘油酸
甘油酸（英語：Glyceric acid）化学式CH2OHCHOHCOOH是一种天然的三碳糖酸，可由甘油或甘油醛氧化而来：
CH2OH-CHOH-CH2OH+[O]→CH2OH-CHOH-COOH+H2O
常见的衍生物有2-磷酸甘油酸、3-磷酸甘油酸、2,3-二磷酸甘油酸、1,3-二磷酸甘油酸等，在糖酵解中起到重要作用。